# Eurico Dias Nogueira

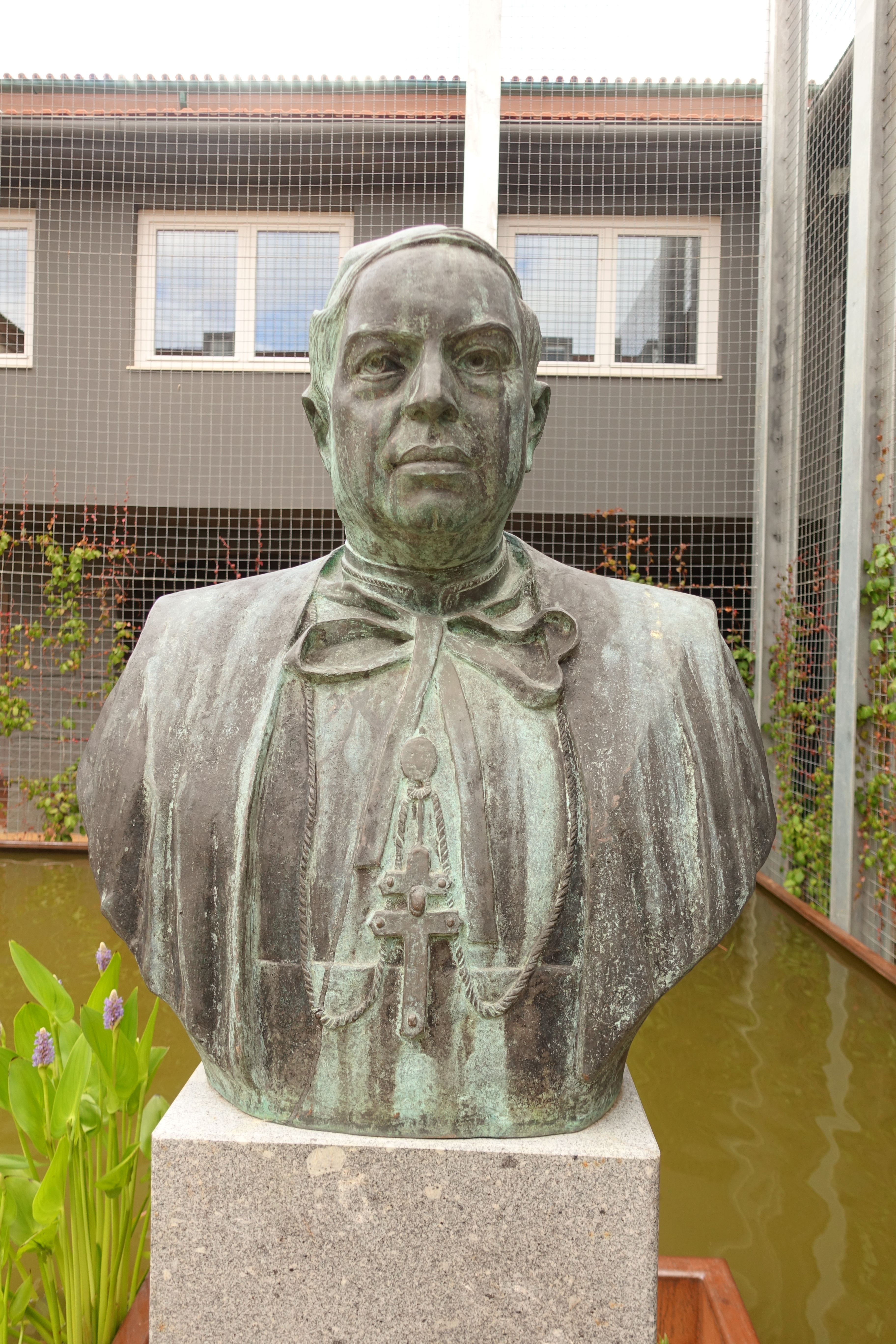

Eurico Dias Nogueira (* 6. März 1923 in Dornelas do Zêzere; † 19. Mai 2014 in Braga) war ein portugiesischer Geistlicher und römisch-katholischer Erzbischof von Braga. Er gilt als bedeutende Persönlichkeit der portugiesischen Kirche im zwanzigsten Jahrhundert.

## Leben
Eurico Dias Nogueira empfing am 22. Dezember 1945 die Priesterweihe. Er absolvierte ein Doktoratsstudium in Kirchenrecht an der Päpstlichen Universität Gregoriana in Rom (1945–1948) und ein Studium des Zivilrechts an der Universität Coimbra in Coimbra (1948–1955). Er war unter anderem als Missionar in der mosambikanischen Diözese Vila Cabral tätig.
Papst Paul VI. ernannte ihn am 10. Juli 1964 zum Bischof von Vila Cabral. Der Erzbischof ad personam von Coimbra, Ernesto Sena de Oliveira, spendete ihm am 6. Dezember desselben Jahres die Bischofsweihe; Mitkonsekratoren waren Emanuele Trindade Salgueiro, Erzbischof von Évora, und Manuel Dos Santos Rocha, Weihbischof in Lissabon. Er war Teilnehmer der letzten beiden Sitzungsperioden des Zweiten Vatikanischen Konzils.
Am 19. Februar 1972 wurde er zum Bischof von Sá da Bandeira in Angola ernannt und trat von diesem Amt am 3. Februar 1977 zurück. Am 3. November desselben Jahres wurde er durch Paul VI. zum Erzbischof von Braga ernannt. Am 5. Juni 1999 nahm Papst Johannes Paul II. seinen altersbedingten Rücktritt an.
Eurico Dias Nogueira war Prior der Provinz Nord der Statthalterei Portugal des Ritterordens vom Heiligen Grab zu Jerusalem.

## Wirken
Eurico Dias Nogueira war durch seine Tätigkeiten und Erfahrungen in Mosambik und Angola ein gefragter Gesprächspartner. Er wurde mit dem Großkreuz des Ordens des Infanten Dom Henrique ausgezeichnet.
Er veröffentlichte mehrere Bücher, war Richter am Kirchengericht und engagierte sich in Aufbaustudiengängen für Juristen und Anwälte und im Konzilsseminar von Braga.